# Eiras (Coimbra)
Eiras é uma localidade portuguesa do Município de Coimbra que foi sede da extinta Freguesia de Eiras, freguesia que tinha 9,81 km² de área e 12 097 habitantes (2011), e, por isso, uma densidade populacional de 1 233,1 hab/km². 
A Freguesia de Eiras foi extinta (agregada) pela reorganização administrativa de 2012/2013, sendo o seu território integrado na então criada União das Freguesias de Eiras e São Paulo de Frades.
O território de Eiras é uma das grandes áreas de expansão da cidade de Coimbra, a norte, tendo registado grande crescimento urbanístico nos últimos anos.

## História
Eiras foi vila e sede de concelho até ao início do século XIX. Este era constituído apenas pela freguesia da sede e tinha, em 1801, 654 habitantes.

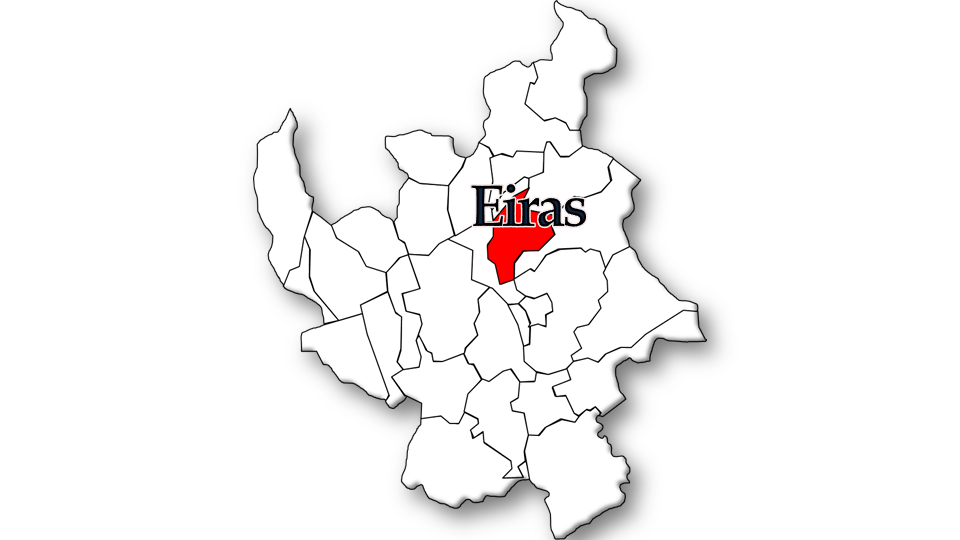
Localização no Município de Coimbra

## População

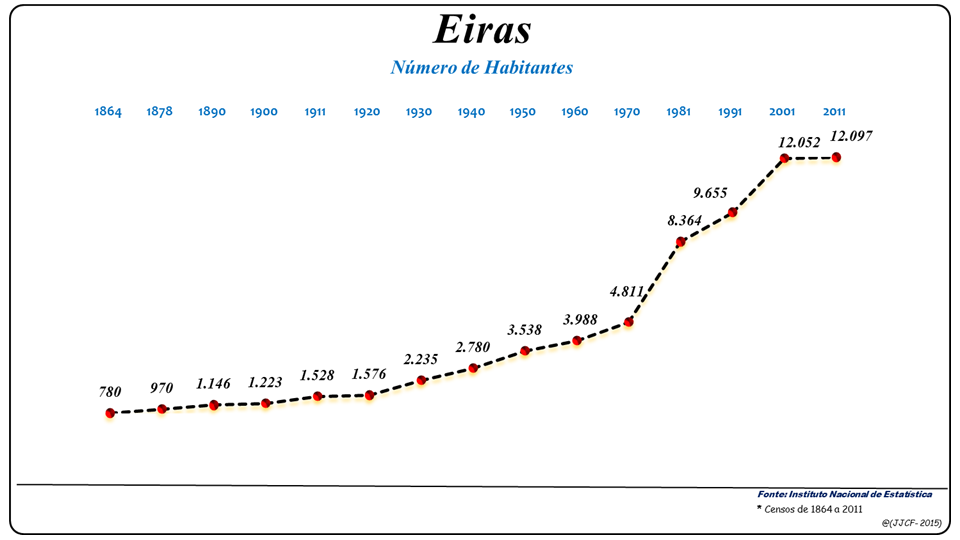
Evolução da População (1864 / 2011)

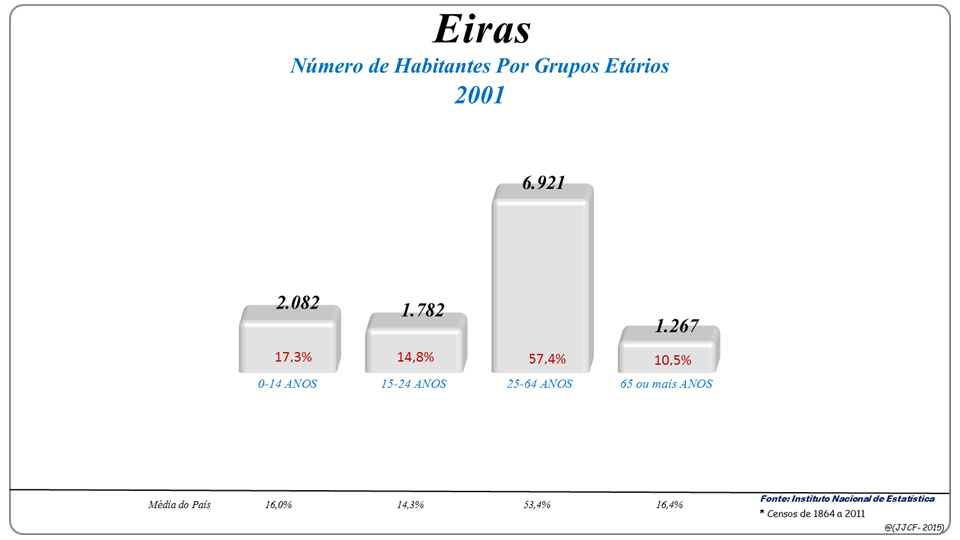
Grupos Etários (2001 e 2011)

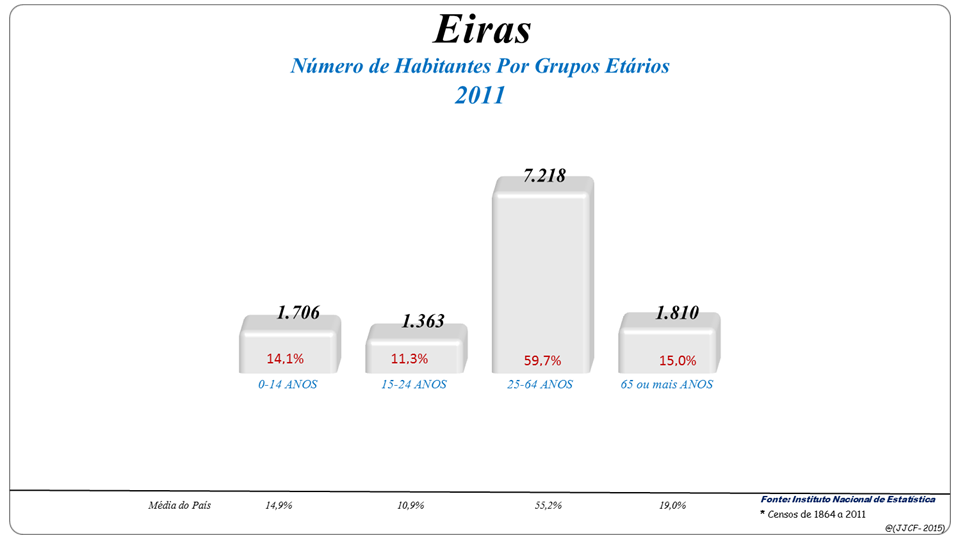
Grupos Etários (2001 e 2011)

| População da freguesia de Eiras | População da freguesia de Eiras | População da freguesia de Eiras | População da freguesia de Eiras | População da freguesia de Eiras | População da freguesia de Eiras | População da freguesia de Eiras | População da freguesia de Eiras | População da freguesia de Eiras | População da freguesia de Eiras | População da freguesia de Eiras | População da freguesia de Eiras | População da freguesia de Eiras | População da freguesia de Eiras | População da freguesia de Eiras |
| ------------------------------- | ------------------------------- | ------------------------------- | ------------------------------- | ------------------------------- | ------------------------------- | ------------------------------- | ------------------------------- | ------------------------------- | ------------------------------- | ------------------------------- | ------------------------------- | ------------------------------- | ------------------------------- | ------------------------------- |
| 1864                            | 1878                            | 1890                            | 1900                            | 1911                            | 1920                            | 1930                            | 1940                            | 1950                            | 1960                            | 1970                            | 1981                            | 1991                            | 2001                            | 2011                            |
| 780                             | 970                             | 1 146                           | 1 223                           | 1 528                           | 1 576                           | 2 235                           | 2 780                           | 3 538                           | 3 988                           | 4 811                           | 8 364                           | 9 655                           | 12 052                          | 12 097                          |

## Património
- Capela do Espírito Santo (Eiras) ou Capela do Sacramento
- Capela do Santo Cristo de Eiras
- Estação Ferroviária de Coimbra-B
- Entrada da Mata Nacional do Choupal
- Igreja Matriz de São Tiago
- Parque do Escravote

## Divisão administrativa
Povoações que faziam parte da Freguesia de Eiras:
- Estação Velha
- Casais de Eiras
- Quinta do Murtal
- Quinta de Santa Apolónia
- Arco Pintado
- Padrão
- Ponte de Eiras
- Cordóvão
- Vilarinho de Baixo
- Casal Ferrão
- Relvinha
- Adémia de Cima
- Eiras
- Brinca
- São Miguel
- Redonda
- Monte Formoso
- São Pedro do Planalto